# Département de Kolda
 (septembre 2024).
Si vous disposez d'ouvrages ou d'articles de référence ou si vous connaissez des sites web de qualité traitant du thème abordé ici, merci de compléter l'article en donnant les références utiles à sa vérifiabilité et en les liant à la section « Notes et références ».
Le département de Kolda est l’un des 46 départements du Sénégal et l'un des 3 départements de la région de Kolda. Il est situé en Haute-Casamance, dans le centre-sud du pays.

## Administration
Son chef-lieu est la ville de Kolda.
Ses trois arrondissements sont :
- Arrondissement de Dioulacolon
- Arrondissement de Mampatim, créé en 2008
- Arrondissement de Saré Bidji, créé en 2008

Quatre localités ont le statut de commune :
- Kolda
- Dabo, créée en 2008
- Salikégné, créée en 2008
- Saré Yoba Diéga, créée en 2008

## Population
Lors du recensement de décembre 2002, la population était de 279 849 habitants. En 2005, elle était estimée à 306 591 personnes, et en 2023 à 324 434 personnes.  

## Personnalité née dans la région de Kolda
- Moussa Balde, mathématicien et homme politique.